# Carlo Croccolo
Carlo Croccolo est un acteur et réalisateur italien né le 9 avril 1927 à Naples et mort le 12 octobre 2019 dans la même ville.

## Biographie
Carlo Croccolo a joué dans 118 films, parmi lesquels notamment Hier, aujourd'hui et demain de Vittorio De Sica, La Rolls-Royce jaune avec Ingrid Bergman, La Cabine des amoureux de Sergio Citti, 'o Re de Luigi Magni, pour lequel il a obtenu les prix David di Donatello du meilleur acteur dans un second rôle et Ciak d'oro du  meilleur acteur dans un second rôle en 1989, Camerieri de Leone Pompucci, Tre uomini e una gamba d'Aldo, Giovanni et Giacomo et Massimo Venier, et Li chiamarono... briganti!, un film sur le hors-la-loi Carmine Crocco réalisé par Pasquale Squitieri, sorti en 1999. 
En 1971, il écrit et réalise deux westerns : Sartana, pistolet pour cent croix et Black Killer, qu'il signe sous le pseudonyme de Lucky Moore.

## Filmographie (partielle)

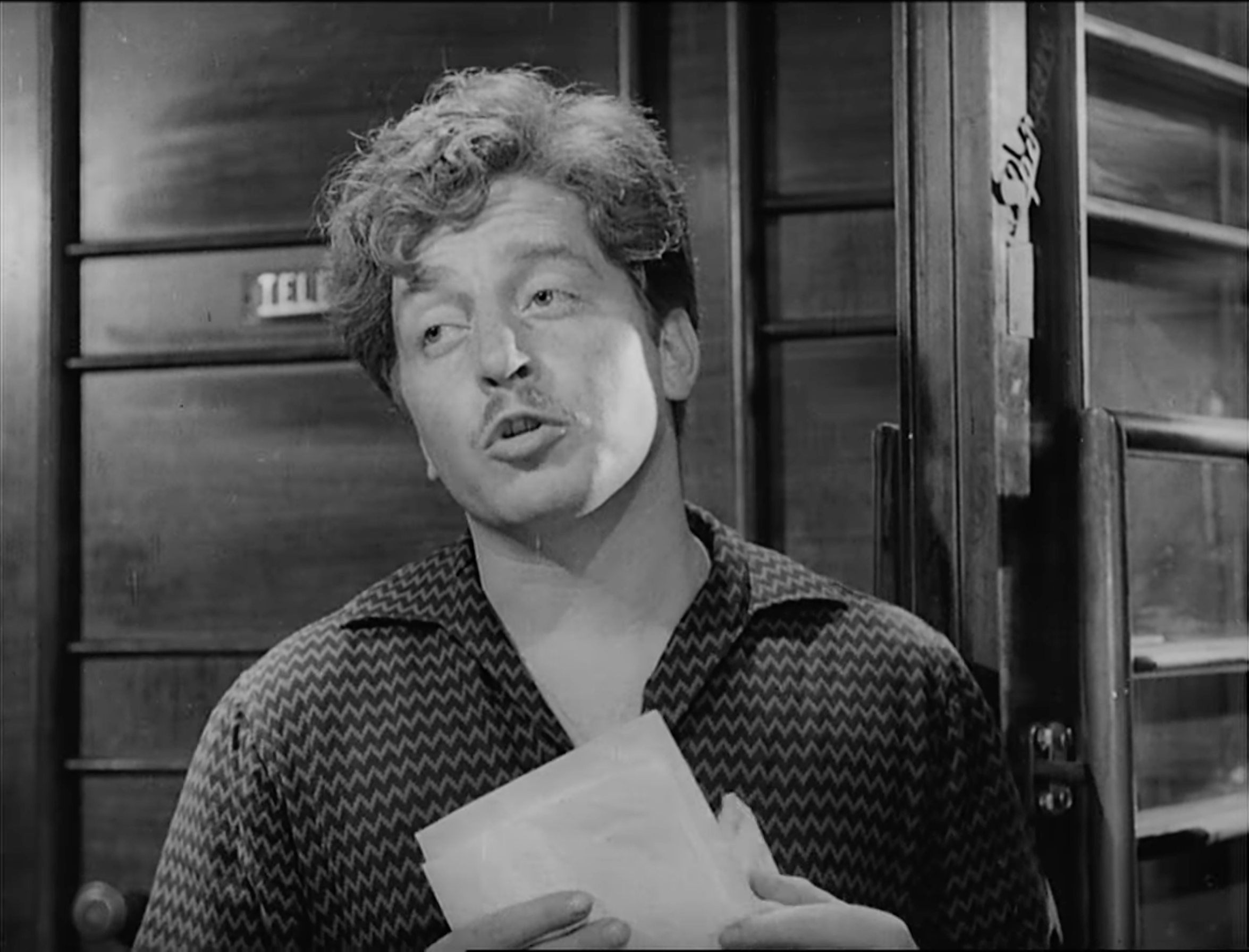
Carlo Croccolo dans Ragazze da marito en 1952.

- 1950 : Mon frère a peur des femmes (L'inafferrabile 12) de Mario Mattoli
- 1950 : Totò Tarzan de Mario Mattoli
- 1951 : Le Mousquetaire fantôme (La paura fa 90), de Giorgio Simonelli
- 1951 : Les nôtres arrivent (Arrivano i nostri) de Mario Mattoli
- 1951 : Il caimano del Piave de Giorgio Bianchi
- 1952 : L'Ange du péché (L'eterna catena) d'Anton Giulio Majano
- 1952 : Vengeance sarde (Vendetta... sarda) de Mario Mattoli
- 1952 : Ragazze da marito d'Eduardo De Filippo
- 1952 : Non è vero... ma ci credo de Sergio Grieco
- 1954 : Gran varietà de Domenico Paolella, section Cuttica
- 1956 : Totò quitte ou double (Totò lascia o raddoppia?) de Camillo Mastrocinque
- 1960 : Je cherche une maman (Appuntamento a Ischia)  de Mario Mattoli
- 1961 : Pesci d'oro e bikini d'argento de Carlo Veo
- 1962 : Miracle à Cupertino (The Reluctant Saint) d'Edward Dmytryk
- 1962 : La Sage-femme, le Curé et le Bon Dieu (Jessica) d'Oreste Palella (it) et Jean Negulesco
- 1963 : Hier, aujourd'hui et demain (Ieri, oggi, domani) de Vittorio De Sica
- 1964 : Les Martiens ont douze mains (I marziani hanno dodici mani) de Castellano et Pipolo
- 1963 : Le Quatrième Mousquetaire (I quattro moschettieri) de Carlo Ludovico Bragaglia
- 1966 : Moi, moi, moi et les autres (Io, io, io... e gli altri) d'Alessandro Blasetti
- 1966 : Testa di rapa de Giancarlo Zagni
- 1968 : Danger : Diabolik ! de Mario Bava
- 1971 : Sartana, pistolet pour cent croix de lui-même
- 1971 : Black Killer de lui-même
- 1977 : La Cabine des amoureux (Casotto) de Sergio Citti
- 1989 : 'o Re de Luigi Magni
- 1992 : In camera mia de Luciano Martino
- 1995 : Camerieri de Leone Pompucci
- 1996 : Le Temps d'aimer (In Love and War) de Richard Attenborough
- 1997 : Consigli per gli acquisti (it) de Sandro Baldoni
- 1997 : Tre uomini e una gamba (it) d'Aldo, Giacomo, Giovanni et Massimo Venier
- 1999 : Il guerriero Camillo de Claudio Bigagli
- 1999 : The Protagonists de Luca Guadagnino

## Récompenses et distinctions
- 1989 : Prix David di Donatello du meilleur acteur dans un second rôle